# Gilles Delafon
Pour les articles homonymes, voir Delafon.
Gilles Delafon, né le 9 janvier 1960 à Roubaix, est un journaliste, écrivain et consultant en communication stratégique, spécialiste de la prise de parole. Journaliste pendant trente ans et auteur de plusieurs livres, il est depuis 2016 le président fondateur de Lord Jim Consulting. 

## Biographie

### Journaliste
Diplômé en « Information et Communication » (Université Jean Moulin Lyon III, 1983), de 1986 à 1988, pendant la guerre civile libanaise, il est le correspondant à Beyrouth de la radio Europe 1, de l’hebdomadaire Le Point et du quotidien Le Matin. En 1989, il rejoint Le Journal du dimanche en tant que Grand Reporter où il couvre plusieurs conflits et de nombreuses campagnes électorales à travers le monde. Il en devient l’éditorialiste de politique étrangère en 2000.
Il publie également des articles et commentaires dans Le Monde, International Herald Tribune, The Christian Science Monitor, Time magazine, Vanity Fair. Il est souvent interrogé par les médias étrangers.
À la suite de sa rencontre avec Dick Morris (en) (ex-spin doctor de Bill Clinton) en 2002 il co-écrit avec lui le livre vote.com  et lance la version française du site de pétitions du même nom. 
En 2008, il rejoint la chaîne de télévision Canal+ au sein de l’équipe de l’émission La Matinale, où il tient une rubrique quotidienne sur les questions internationales, avant en 2012 d’occuper le poste de Responsable de l‘information des JT.

## Filmographie
- Coauteur du documentaire Un monde au bord de la faillite, réalisé par Ella Cerfontaine (Canal+, 2009)

## Sources
(novembre 2016).

### Sur le Liban
- Gilles Delafon arrived in Beirut in 1985, as a young journalist working for Europe 1 and the weekly magazine Le Point.
- Claude SÉRILLON reçoit Rudolph EL KAREH, Libanais chercheur au CNRS et Gilles DELAFON, correspondant d'Europe 1 à Beyrouth. (vidéo INA)

### Articles publiés
- In Le Monde:
- In The New York Times:
- In The Christian Science Monitor:
- In Time magazine:
- In Vanity Fair:

### City dans les médias étrangers
- "This strike is more an expression of anxiety than dissatisfaction," says Gilles Delafon, a journalist for the Canal+ television network.
- "The French will back troop deployment to combat zones and will tolerate significant death counts as an occupational military hazard," notes political commentator Gilles Delafon.
- “She is the managing director of the IMF and she is a woman,” says French journalist Gilles Delafon, who coproduced a documentary about the financial meltdown.

### A la télé
- ) « Gilles Delafon arrive dans la Matinale de Canal + » [archive, sur premiere.fr, 17 juillet 2008.]
- « J’ai la chance de travailler avec Gilles Delafon »
- « Pour Gilles Delafon, en charge des JT sur Canal+, qui a fait débuter Emilie Tranh N’Guyen… »

### Filmographie
- Festival International du livre et du film de Saint-Malo Étonnants voyageurs, « Un monde au bord de la faillite » [archive], sur etonnants-voyageurs.com, 18 mai 2009